# Piotr Fokich Borovsky
Piotr Fokich Borovsky (russe : Пётр Фоки́ч Боро́вский, 27 mai 1863 - 15 décembre 1932) était un chirurgien russe et soviétique et administrateur de la santé publique qui travaillait à Tachkent, professeur de chirurgie à l'Institut médical de Tachkent.
Borovsky est crédité de la première description correcte de l'agent causal de la leishmaniose cutanée ou  « plaie orientale ».

## Biographie
Piotr Borovsky naît le 27 mai 1863 à Pogar, situé dans l'Uyezd de Starodub, gouvernorat de Tchernigov, dans l'Empire russe.
Après avoir étudié la médecine et s'être spécialisé en chirurgie à l'Université de Kiev et à l'Académie de médecine militaire de Saint-Pétersbourg, il est envoyé en 1892 à l'hôpital militaire de Tachkent en tant que chef du service de chirurgie et du laboratoire de bactériologie.
Il est l'un des fondateurs de la Faculté de médecine de l'Université de Tachkent, qui deviendra plus tard l'Institut médical de Tachkent. Il occupe le poste de chef du service de chirurgie hospitalière de 1920 jusqu'à sa mort en 1932. En 1927, il reçoit l'Ordre du Drapeau rouge du travail pour sa contribution à la santé publique en République Socialiste Soviétique d'Ouzbékistan.

## Description de la plaie orientale
Borovsky s'intéresse à l'étiologie de la « plaie de Sart », l'un des noms locaux de la « plaie orientale ». Il examine au microscope des sections de plaies excisées à un stade précoce, avant qu'elles ne s'ulcèrent, et parvient à détecter des corps ovales avec un noyau et un petit processus, généralement situés à l'intérieur des cellules hôtes. Il en tire la conclusion exacte que les organismes observés sont les agents responsables de cette maladie, et les classe à juste titre parmi protozoaires.
Borovsky publie ses observations dans le journal russe Voenno-meditsinsky zhurnal ( Journal médico-militaire ) en 1898.  En raison du faible tirage de cette publication, la paternité de cette découverte ne lui est internationalement reconnue que bien plus tard.